# Can't Stand Me Now
Can't Stand Me Now is een nummer van de Britse garagerockband The Libertines uit 2004. Het is de eerste single van hun titelloze tweede studioalbum.
"Can't Stand Me Now" is autobiografisch en gaat het einde van de goede van de relatie tussen zanger Pete Doherty en gitarist Carl Barât, wat later dat jaar leidde tot het einde van de band. Het nummer bereikte de 2e positie in het Verenigd Koninkrijk. Buiten de Britse eilanden bereikte het nummer geen hitlijsten. Ook in het Nederlandse taalgebied werden geen hitlijsten gehaald, maar het nummer wordt er wel regelmatig gedraaid door alternatieve muziekzenders.